# مارتا دوروف
مارتا دوروف (انگلیسی: Märta Dorff؛ ۱۰ ژوئن ۱۹۰۹ – ۶ اکتبر ۱۹۹۰) هنرپیشه اهل سوئد بود. از جمله فیلم‌های که مارتا در آن به ایفای نقش پرداخته است می توان به زوج دوست داشتنی اشاره کرد.